# Opięta
Opięta, dyschidia (Dischidia R.Br.) – rodzaj roślin z rodziny toinowatych. Obejmuje 128 gatunków występujących na obszarze od Azji Południowej i południowych Chin przez Azję Południowo-Wschodnią po Melanezję i północno-wschodnią Australię. Wiele gatunków roślin zaliczanych do tego rodzaju tworzy zmodyfikowane, tarczowate lub dzbaneczkowate liście, które zasiedlane są przez mrówki. Opięty wykorzystywane są jako rośliny lecznicze oraz uprawiane jako rośliny ozdobne.

## Morfologia

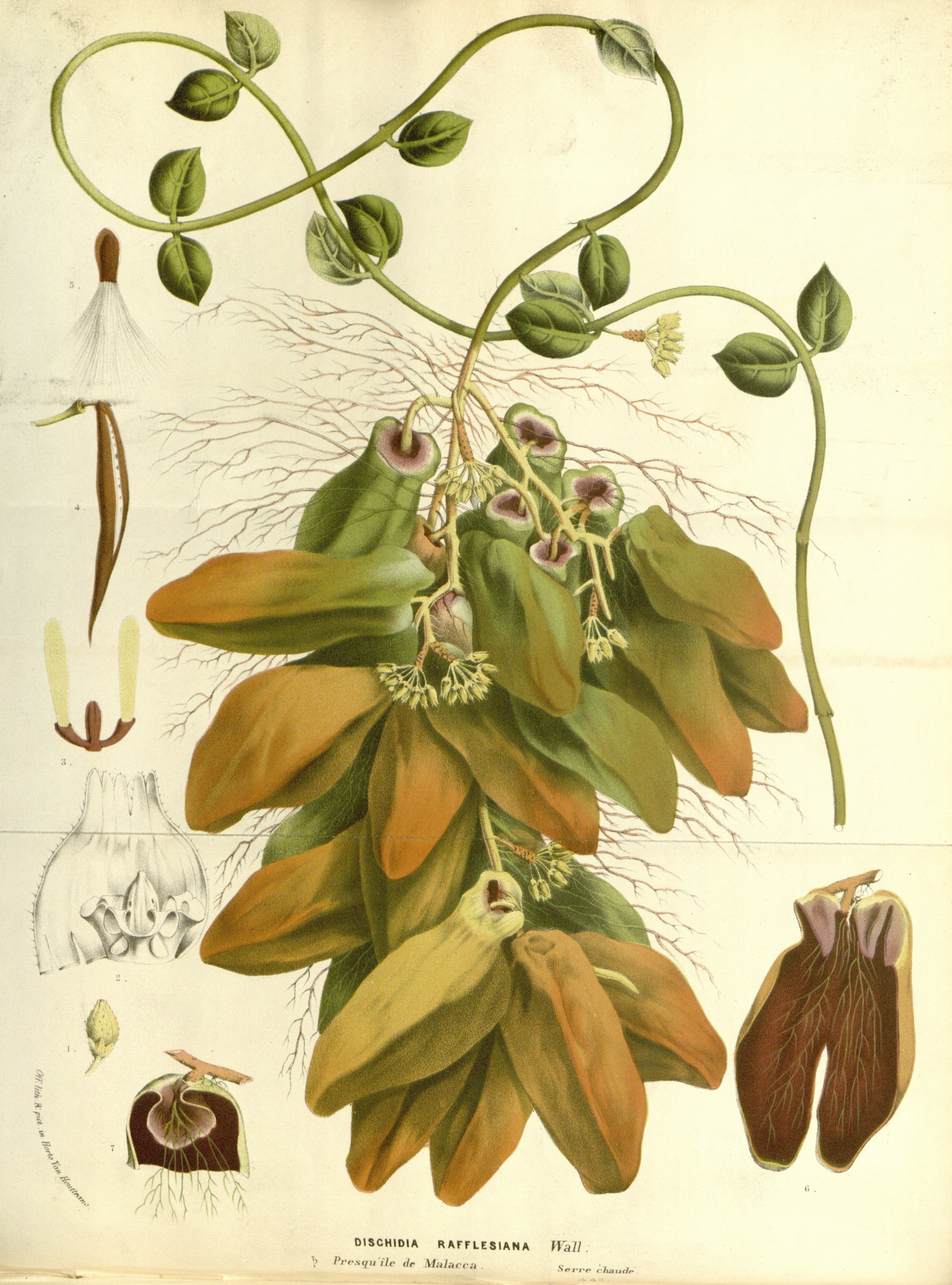
Dischidia major

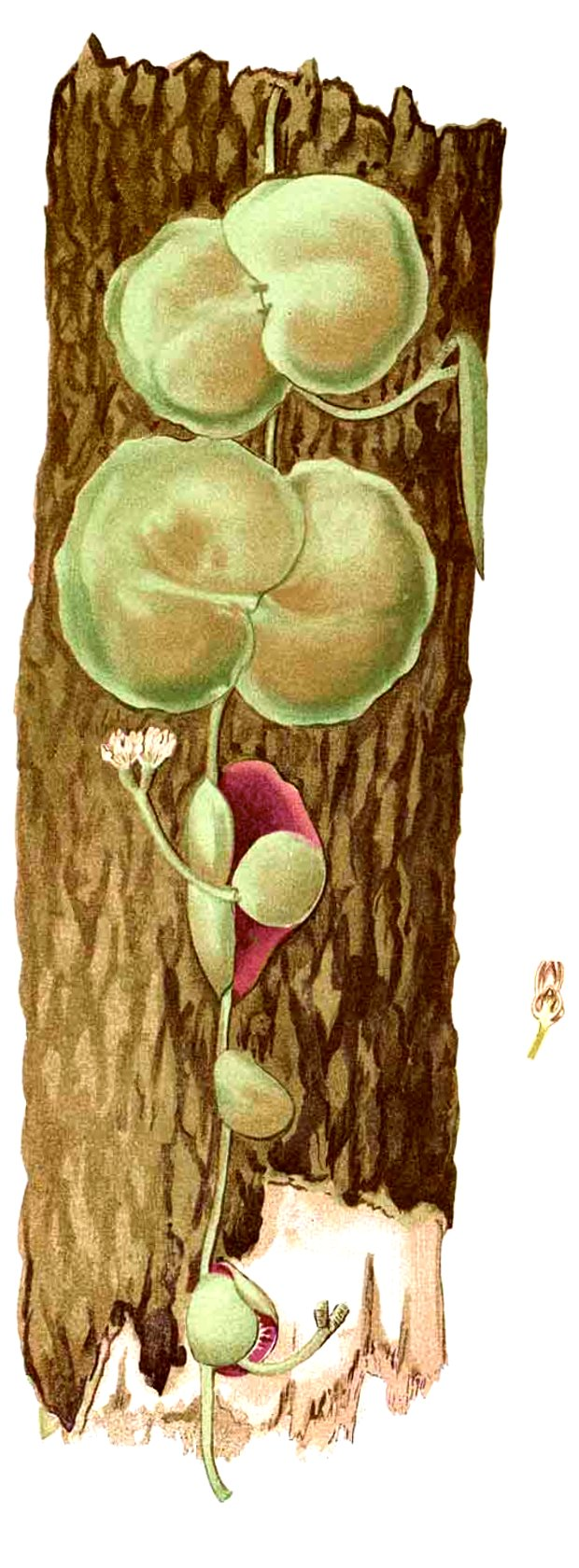
Dischidia collyris

PokrójZwykle pnące za pomocą korzeni przybyszowych, niekiedy zwisające lub płożące się rośliny zielne lub gruboszowate, zwykle nagie, z białym sokiem mlecznym.
PędyŁodygi mięsiste, rozgałęziające się. Pędy boczne smukłe, średnicy 1–4 mm, długie, ukorzeniające się, nagie, owłosione lub kutnerowate.
LiścieUlistnienie naprzeciwległe lub częściowo okółkowe, trójlistne lub czterolistne, rzadko naprzemianległe. Czasami liście są zredukowane lub nieobecne. Blaszki liściowe mięsiste lub skórzaste, nagie lub (rzadko) omszone, całobrzegie, zwykle z miodnikiem u nasady, bądź wąskoeliptyczne do jajowatych lub odwrotnie lancetowatych, płaskie lub soczewkowate na przekroju, bądź zaokrąglone i tarczowate, przylegające do podłoża brzegami, wypukłe i częściowo puste na przekroju bądź dzbaneczkowate lub rurkowate (puste w środku i przerośnięte przez korzenie przybyszowe) i zwykle wyrastające w wiązkach na spłaszczonych, jajowatych lub wydłużonych pędach.
KwiatyZebrane spiralnie do 10 w długo żyjące, wydłużone, baldachowate grona (niekiedy kwiatostan złożony jest z 2–6 gron), wyrastające spoza kątów liści (pomiędzy ogonkami liściowymi pary liści lub rzadziej wierzchołkowo na pędzie). Oś główna trwała, wyprostowana i zgrubiała. Okwiat zwykle drobny, 5-krotny, promienisty. Szypułki krótkie. Kielich kwiatu o jajowatych działkach, z gruczołami u nasady. Korona kwiatu biała, czerwona lub fioletowa, mięsista, wąsko lub szeroko urnowata lub rzadziej dzwonkowata, rurkowata, talerzykowata lub kółkowa (u Dischidia hoyella). Rurka bródkowa. Pięć łatek smukłych, stykających się, jajowatych, czasami kapturkowato zakończonych, wzniesionych lub podnoszących się, o wierzchołkach całobrzegich, karbowanych, dwudzielnych lub z odgiętymi wyrostkami. Płatki korony w zależności od gatunku nagie, omszone, omszone wyłącznie na odcinku rurki lub wyłącznie na odcinku łatek, albo wyłącznie z dwoma pasmami włosków u gardzieli rurki. Przykoronek pręcikowy (ang. staminal corona) niekiedy nieobecny, zwykle zbudowany ze wzniesionych, szklistych wyrostków, zwykle rozwidlonych, o kształcie kotwicy, rzadziej strzałkowatych, lub znacznie zredukowany. U nasady wyrostków osadzone są miodniki. Prętosłup ukryty w koronie. Pręciki wzniesione, wierzchołkowo z błoną pokrywającą główkę słupka. Wyrostki łącznika wydatne. Pollinarium dwupyłkowinowe, o bardzo krótkim, jajowatym uczepku. Trzoneczek zwykle od 1× do 2× długości uczepka, wierzchołkowo spłaszczony, łopatkowaty. Pyłkowiny podługowate, opisywane też jako jajowate, z przezroczystymi brzegami. Główka słupka stożkowata lub jajowata.
OwoceMieszki długości 4–8 cm, równowąskie do wrzecionowatych, opisywane też jako wąskostożkowate, lancetowate lub cylindryczne, wrzecionowate, okrągłe, spłaszczone lub nerkowate na przekroju. Owocnia papierzasta. Nasiona oskrzydlone wierzchołkowo, jajowate, płaskie, brązowe z kępką białych włosków.

## Biologia i ekologia

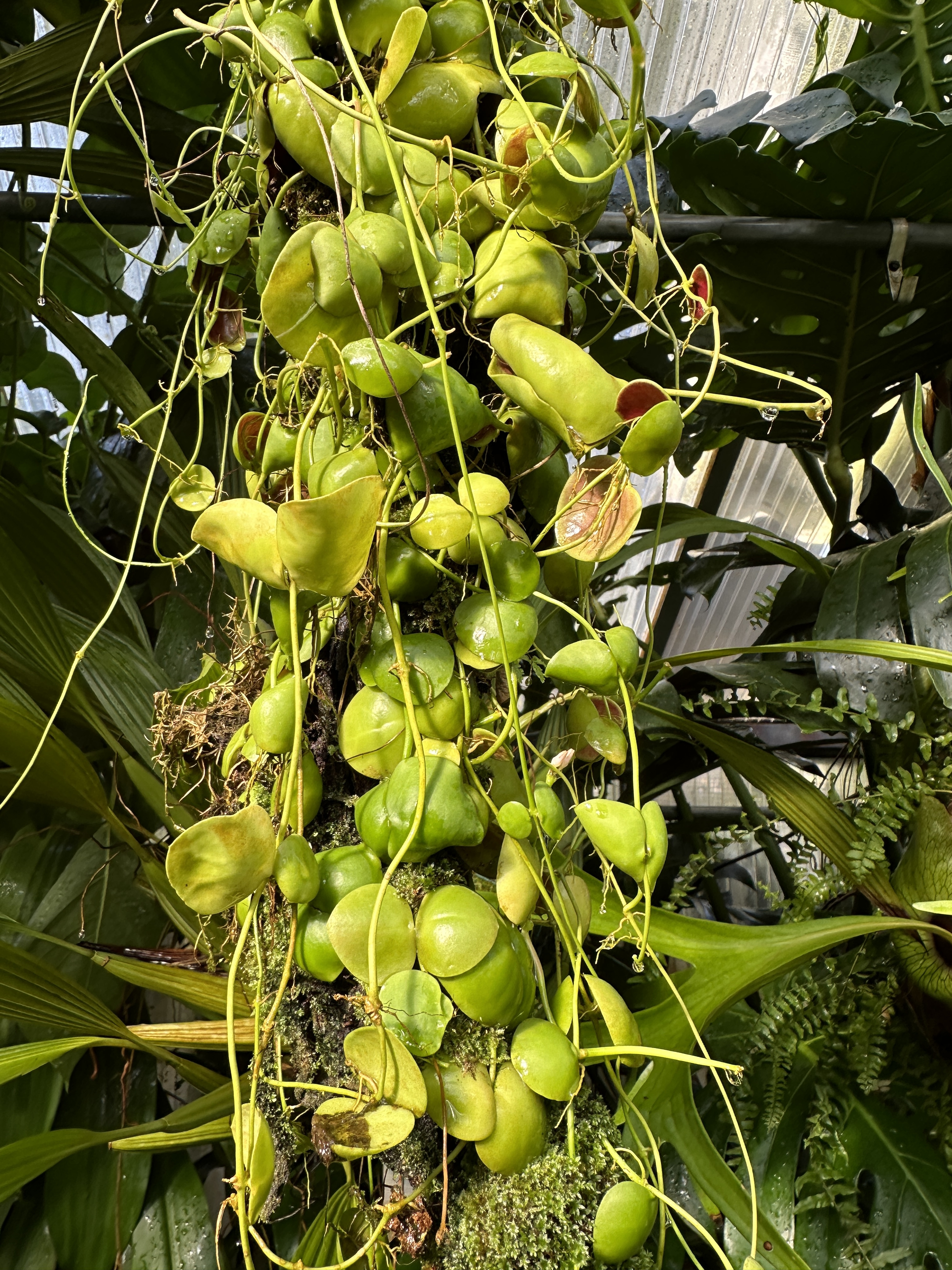
Dischidia albiflora

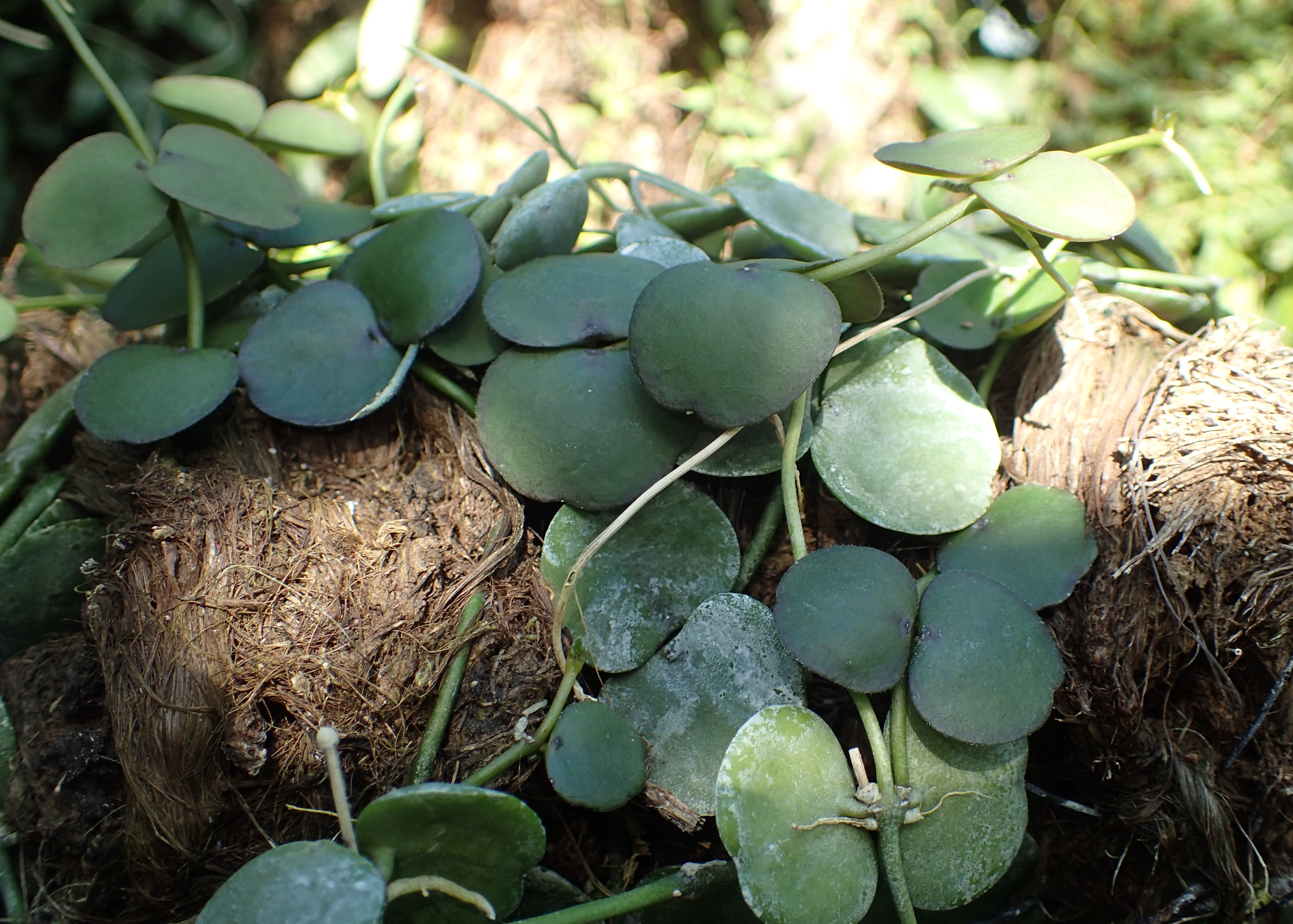
Dischidia astephana

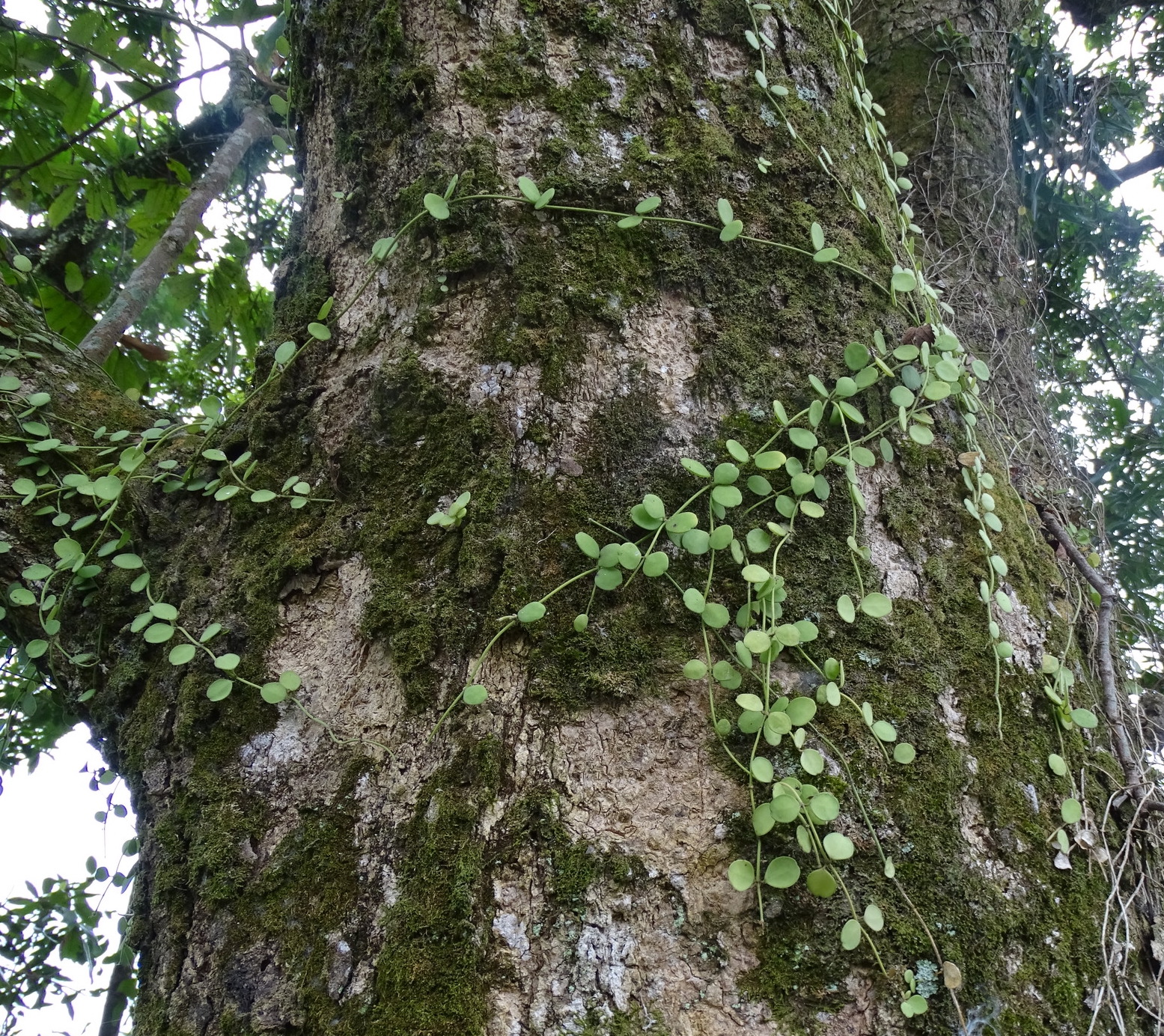
Dischidia formosana

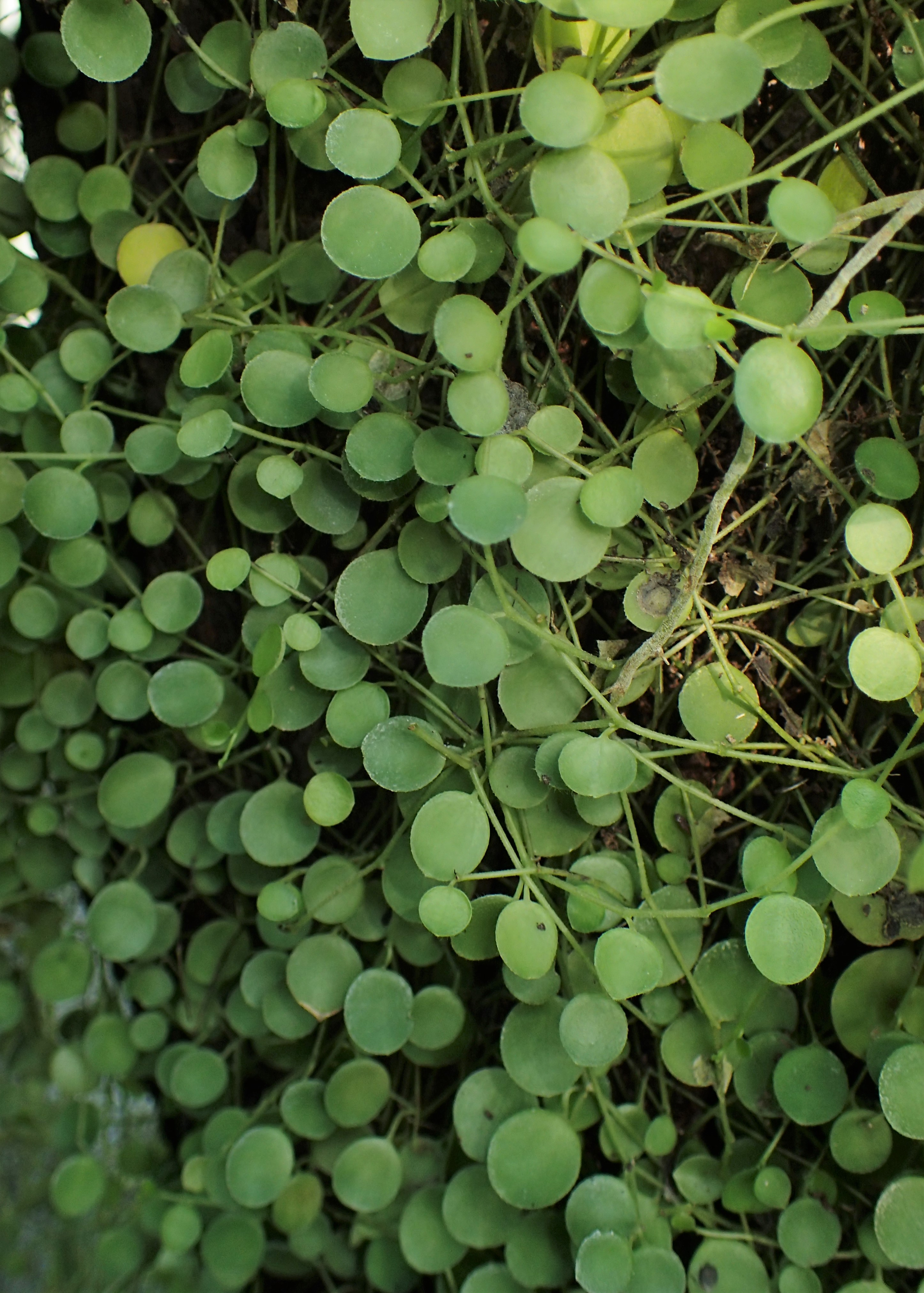
Dischidia hirsuta

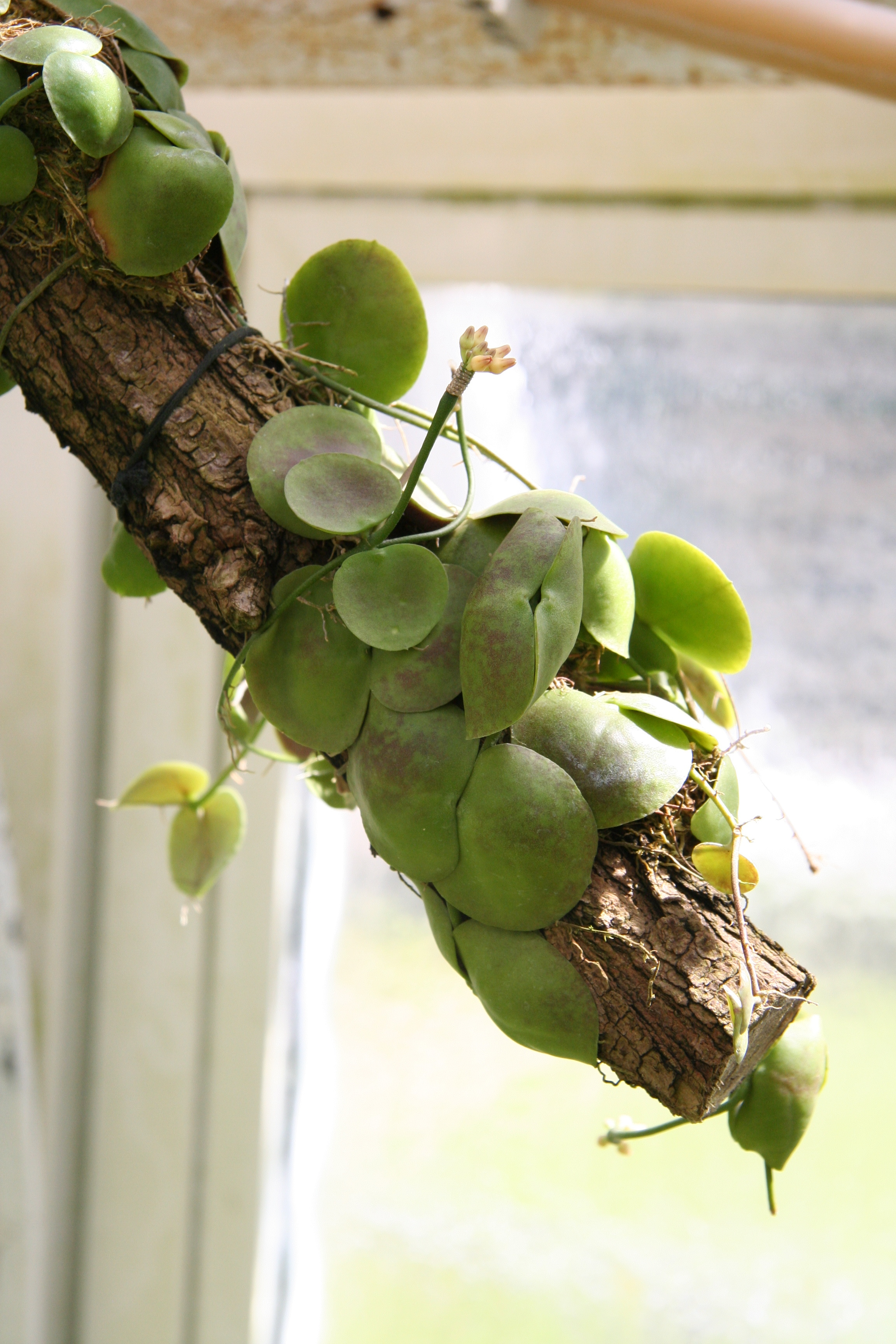
Dischidia imbricata

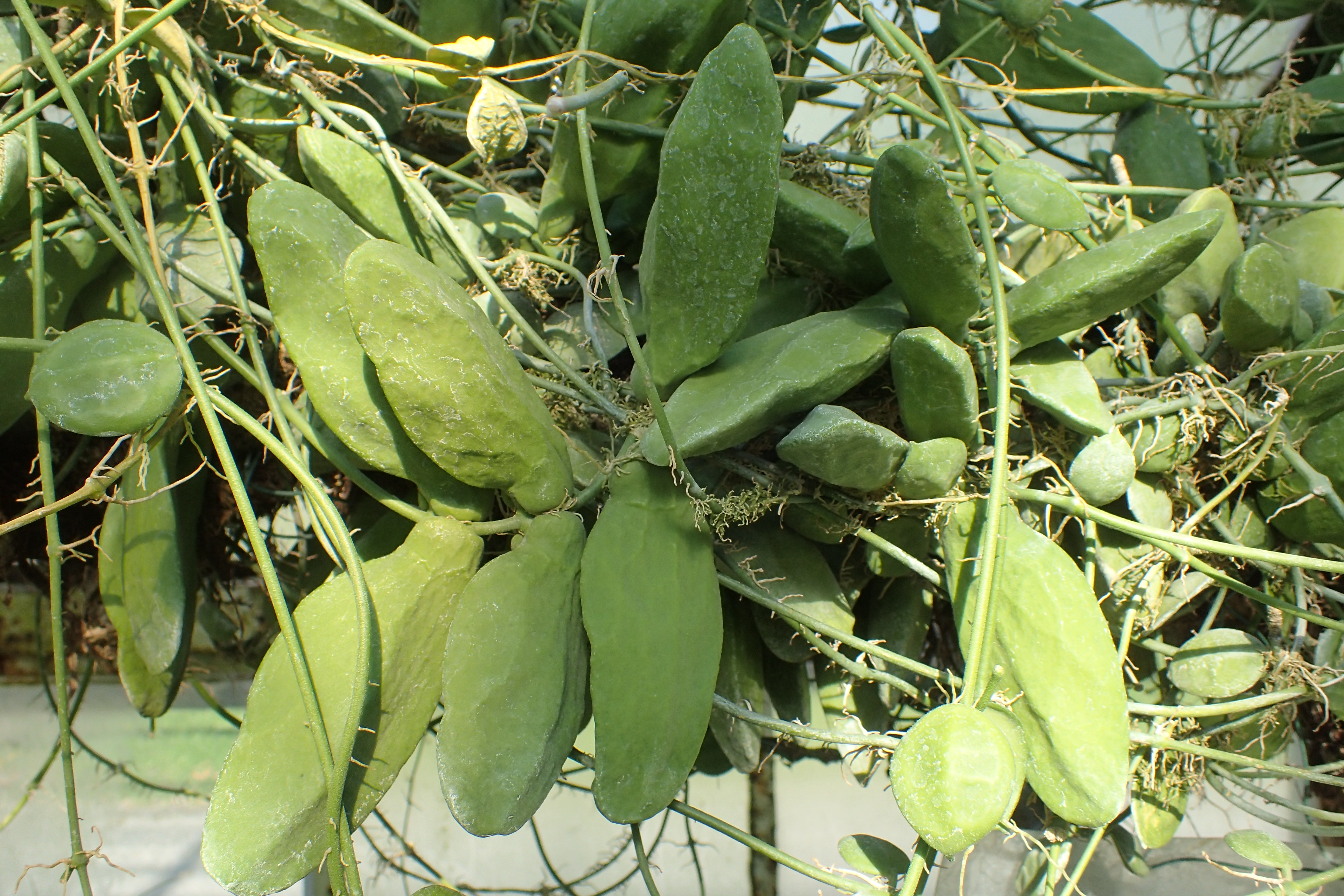
Dischidia major

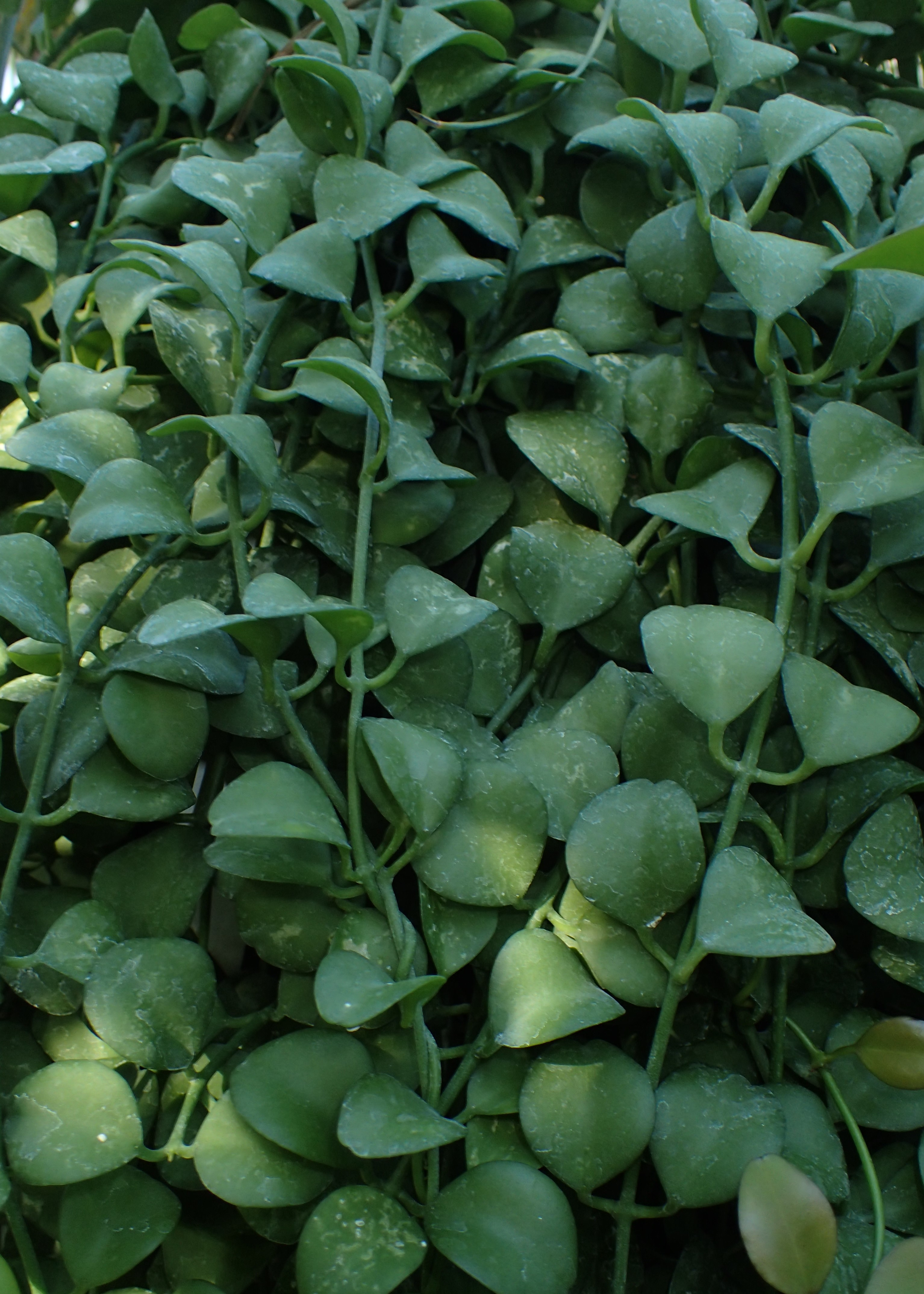
Dischidia merrillii

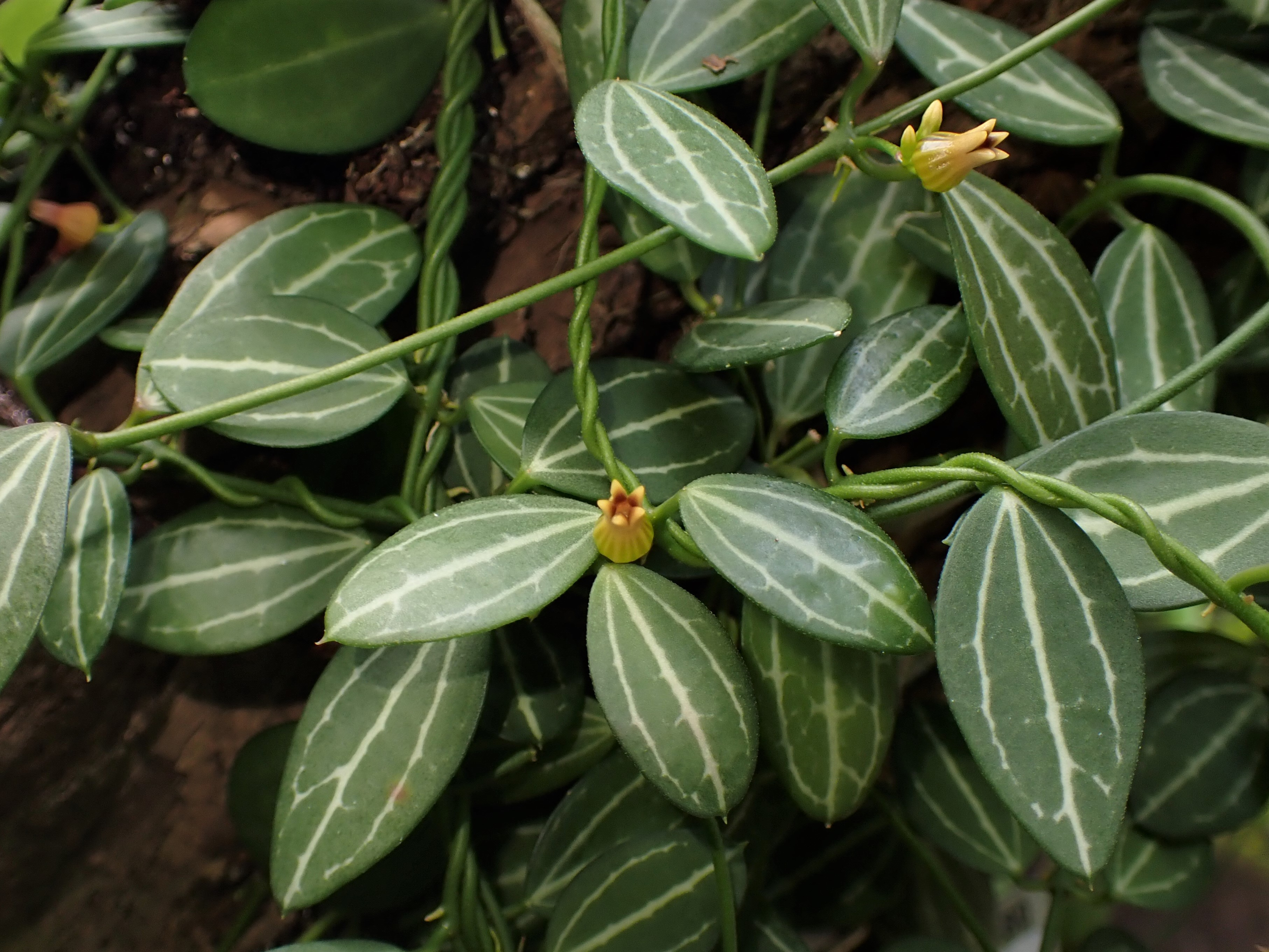
Dischidia ovata

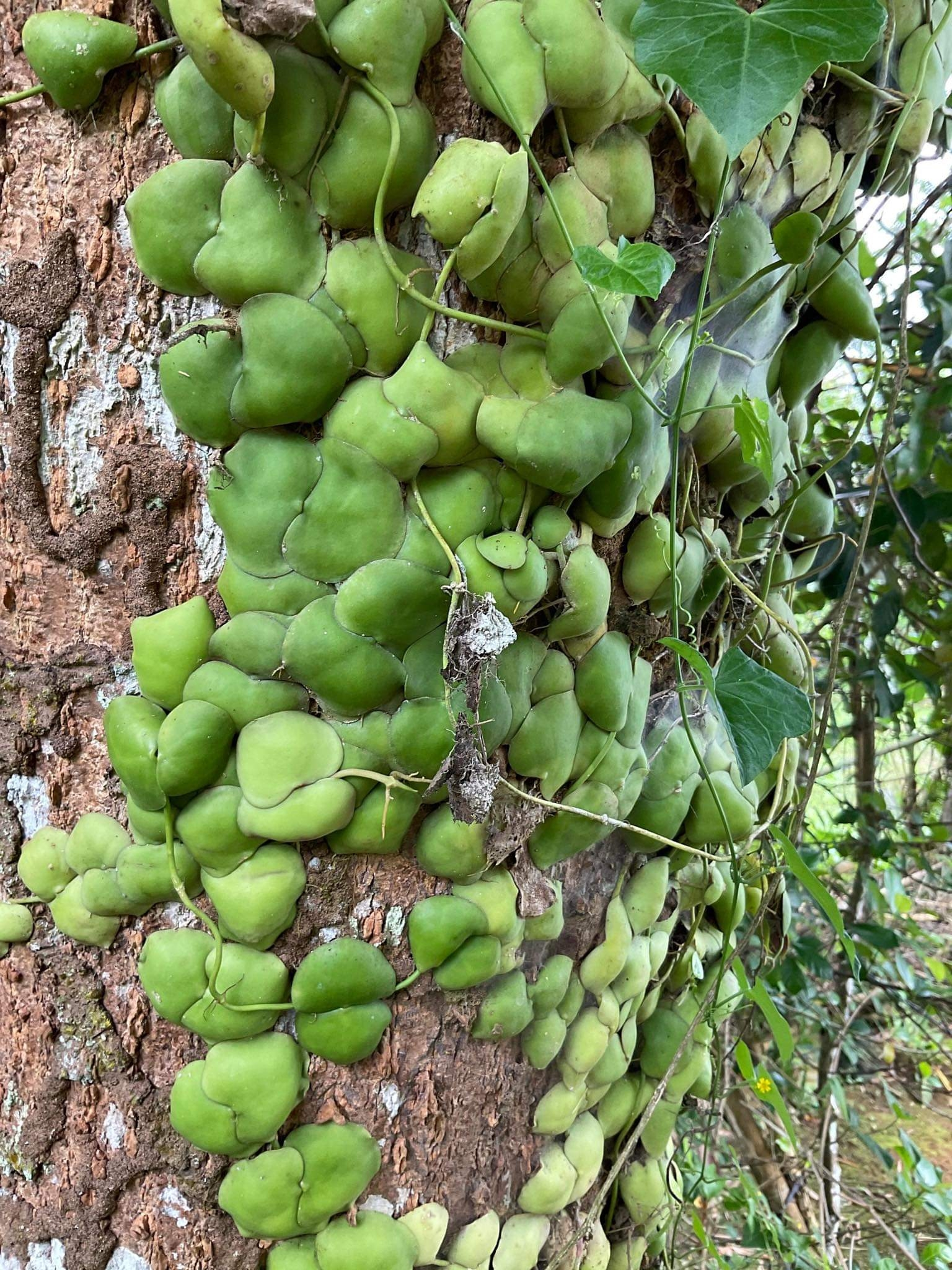
Dischidia platyphylla

RozwójEpifity lub rzadziej litofity. Biochemia zapylania tych roślin nie została dostatecznie zbadana, w obserwacjach odnotowano jedynie, że kwiaty opięt odwiedzane są przez motyle, osy, pszczoły, mrówki i muchówki.
SiedliskoLasy, od suchych i wilgotnych lasów nizinnych do wilgotnych lasów górskich, przybrzeżne formacje zaroślowe.
Interakcje międzygatunkoweWiele gatunków opięt żyje w symbiozie z mrówkami. Mrówki zasiedlają wgłębienia między tarczowatymi liśćmi a drewnem lub kamieniami, do których te przylegają, lub zwisające albo rozpostarte, puste w środku liście dzbaneczkowate. Z kolei materia organiczna zbierana przez mrówki gromadzi się pod liśćmi lub wewnątrz nich (podobnie jak deszczówka) i w ten sposób jest ona dostępna dla korzeni przybyszowych rośliny. Badanie przeprowadzone na Dischidia major wykazały, że rośliny te pobierają około 39% węgla przez aparat szparkowy z CO2 uwalnianego przez mrówki w czasie oddychania i około 29% azotu z odchodów i detrytusu pozostawianego przez te owady. D. major o silnie zmodyfikowanych, dzbaneczkowatych liściach, zapewnia schronienie w szczególności mrówkom z rodzaju Philidris (Dolichoderinae), a także Cataulacus i Crematogaster (Crematogastrini).
Dischidia są roślinami żywicielskimi dla grzybów z gatunków Phyllachora dischidiae i Uredo dischidiae oraz lęgniowca – Phytophthora nicotianae.
Cechy fitochemiczneW roślinach obecny jest kwas salicylowy. W liściach Dischidia nummularia obecne są pochodne triterpenoidowe: glutinol, α-amyryna i friedelina, a także β-sitosterol i pochodna ksantonu α-mangostyna. Z całej rośliny D. formosana wyizolowano steryd disformon i  triterpenoid dischidiol, a także friedelinę, friedelinol, octan β-amyryny, glutinon, tarakserol, kemferol, kwercetynę, izoramnetynę i pochodne fitosteroli. Również Dischidia imbricata zawiera pewne metabolity wtórne, takie jak alkaloidy, flawonoidy i steroidy lub triterpeny.
GenetykaLiczba chromosomów 2n = 22.

## Systematyka
Pozycja systematycznaJeden z rodzajów plemienia Marsdenieae w podrodzinie Asclepiadoideae w rodzinie toinowatych Apocynaceae.
W badaniach filogenetycznych Dischidia jest taksonem monofiletycznym, z uwzględnieniem włączonych do niego gatunków zaliczanych wcześniej do odrębnych rodzajów (np. D. luzonica zaliczana do rodzaju Dischidiopsis).
Według niektórych badań rodzaj Dischidia stanowi klad siostrzany dla rodzaju hoja.
Podział rodzajuNajczęściej stosowana klasyfikacja infrageneryczna Dischidia dzieli rodzaj na trzy sekcje na podstawie morfologii liści: 
- D. sect. Dischidia obejmująca gatunki z niezmodyfikowanymi, blaszkowatymi liśćmi
- D. sect. Conchophyllum (Blume) K. Schum. obejmująca gatunki z soczewkowatymi (wklęsło-wypukłymi), tarczowatymi liśćmi
- D. sect. Ascidiophora K. Schum. obejmująca gatunki z liśćmi dimorficznymi, zarówno niezmodyfikowanymi, blaszkowatymi, jak i pustymi w środku liśćmi dzwoneczkowatymi

Podział na sekcje oparty na budowie liści nie znajduje jednak potwierdzenia w badaniach filogenetycznych, zgodnie z którymi D. sect. Dischidia i D. sect. Conchophyllum są taksonami parafiletycznymi.
Wykaz gatunków
- Dischidia aberrans Schltr.
- Dischidia acuminata Costantin
- Dischidia acutifolia Maingay ex Hook.f.
- Dischidia albida Griff.
- Dischidia albiflora Griff.
- Dischidia alternans Schltr.
- Dischidia amphorantha K.Schum. & Lauterb.
- Dischidia angustifolia Miq.
- Dischidia antennifera Becc.
- Dischidia argentii Arshed, J.R.Callado & Tandang
- Dischidia asperifolia Schltr.
- Dischidia astephana Scort. ex King & Gamble
- Dischidia atropurpurea Schltr.
- Dischidia bengalensis Colebr.
- Dischidia bisetulosa O.Schwartz
- Dischidia boholensis (Schltr.) Livsh.
- Dischidia calva Kerr
- Dischidia carinata (Schltr.) Arshed, Agoo & Rodda
- Dischidia chinensis Champ. ex Benth.
- Dischidia cleistantha Livsh.
- Dischidia clemensiae Schltr.
- Dischidia cochleata Blume
- Dischidia collyris Wall.
- Dischidia cominsii Hemsl.
- Dischidia complex Griff.
- Dischidia cornuta Livsh.
- Dischidia crassifolia Zipp. ex Schltr.
- Dischidia crassula Schltr.
- Dischidia cyclophylla Schltr.
- Dischidia cylindrica W.W.Sm.
- Dischidia dasyphylla Schltr.
- Dischidia deschampsii King & Gamble
- Dischidia digitiformis Becc.
- Dischidia dohtii T.B.Tran & Livsh.
- Dischidia dolichantha Schltr.
- Dischidia elmeri Schltr.
- Dischidia ericiflora Becc.
- Dischidia formosana Maxim.
- Dischidia fruticulosa Ridl.
- Dischidia galactantha K.Schum.
- Dischidia gibbifera Schltr.
- Dischidia glabrata Arshed & Tandang
- Dischidia griffithii Hook.f.
- Dischidia hahliana Volkens
- Dischidia hirsuta (Blume) Decne.
- Dischidia hollrungii Warb. ex K.Schum. & Lauterb.
- Dischidia hoyella Omlor
- Dischidia imbricata (Blume) Steud.
- Dischidia immortalis Guillaumin
- Dischidia incrassata (Schltr.) Arshed, Agoo & Rodda
- Dischidia indragirensis Schltr.
- Dischidia insularis Schltr.
- Dischidia kerrii Kidyoo & Suddee
- Dischidia khasiana Hook.f.
- Dischidia kutchinensis Becc.
- Dischidia lanceolata (Blume) Decne.
- Dischidia lancifolia Merr.
- Dischidia latifolia (Blume) Decne.
- Dischidia lauterbachii K.Schum.
- Dischidia listerophora Schltr.
- Dischidia litoralis Schltr.
- Dischidia longe-pedunculata Ridl.
- Dischidia longiflora Becc.
- Dischidia longifolia Becc.
- Dischidia luzonica (Schltr.) Arshed, Agoo & Rodda
- Dischidia major (Vahl) Merr.
- Dischidia mariae (Schltr.) Arshed, Agoo & Rodda
- Dischidia maxima Koord.
- Dischidia melanesica Fosberg
- Dischidia meleagridiflora O.Schwartz
- Dischidia merrillii Schltr.
- Dischidia micholitzii N.E.Br.
- Dischidia micrantha Becc.
- Dischidia milnei Hemsl.
- Dischidia neurophylla Lauterb. & K.Schum.
- Dischidia nicobarica Didr.
- Dischidia nummularia R.Br.
- Dischidia oblongata Arshed, Agoo & Rodda
- Dischidia obovata Decne.
- Dischidia oiantha Schltr.
- Dischidia ovata Benth.
- Dischidia oxyphylla Miq.
- Dischidia papuana Warb.
- Dischidia parasita (Blanco) Arshed, Agoo & Rodda
- Dischidia parvifolia Ridl.
- Dischidia peltata Blume
- Dischidia phuphanensis Chatan & Promprom
- Dischidia picta Blume
- Dischidia platyphylla Schltr.
- Dischidia polilloensis Kloppenb.
- Dischidia polyphylla Ridl.
- Dischidia puberula Decne.
- Dischidia pubescens Ridl.
- Dischidia punctata (Blume) Decne.
- Dischidia purpurea Merr.
- Dischidia quinquangularis Schltr.
- Dischidia reniformis Schltr.
- Dischidia retusa Becc.
- Dischidia rhodantha Ridl.
- Dischidia rimicola Kerr
- Dischidia rosea Schltr.
- Dischidia roseoflavida Schltr.
- Dischidia rostrata Arshed, Agoo & Rodda
- Dischidia rumphii Miq.
- Dischidia ruscifolia Decne. ex Becc.
- Dischidia saccata Warb.
- Dischidia sagittata (Blume) Decne.
- Dischidia sarasinorum Warb.
- Dischidia scortechinii King & Gamble
- Dischidia singularis Craib
- Dischidia soronensis Becc.
- Dischidia spironema Turcz.
- Dischidia squamulosa Becc.
- Dischidia striata Schltr.
- Dischidia subulata Warb.
- Dischidia superba Rintz
- Dischidia thaithongiae Kidyoo
- Dischidia thongphaphumensis Samsungnoen, Kidyoo & A.Kidyoo
- Dischidia tjidadapensis Bakh.f.
- Dischidia tomentella Ridl.
- Dischidia tonkinensis Costantin
- Dischidia tonsuensis T.Green & Kloppenb.
- Dischidia torricellensis (Schltr.) P.I.Forst.
- Dischidia tricholoba Kerr
- Dischidia trichostemma Schltr.
- Dischidia truncata (Blume) Decne.
- Dischidia vadosa Rintz
- Dischidia vidalii Becc.

## Nazewnictwo
Etymologia nazwy naukowejNazwa naukowa rodzaju pochodzi od greckiego słowa δισχιδής (dischidis – rozwidlony) i odnosi się do wierzchołkowo dwusiecznych łatek przykoronka w kwiatach tych roślin.
Nazwy zwyczajowe w języku polskimIgnacy Rafał Czerwiakowski w wydanej w 1852 roku pracy „Botanika szczególna: Opisanie roślin jednolistniowych lekarskich i przemysłowych” opisał rodzaj Dischidia pod polską nazwą opięta, wskazując również polską nazwę gatunków: D. nummularia (opięta szelążkowata) i D. rafflesiana (o. Rafflesa). Nazwą opięta posłużył się również Erazm Majewski w „Słowniku nazwisk zoologicznych i botanicznych polskich” z 1898 roku i Józef Rostafiński w wydanym w 1900 roku „Słowniku polskich imion rodzajów oraz wyższych skupień roślin” (autor podał również nazwę dyschidya). Nazwa opięta pojawiła się też w Encyklopedii Gutenberga z 1929 roku oraz w Słowniku botanicznym Szweykowskich wydanym na przełomie XX i XXI wieku, gdzie użyta została w kontekście gatunku D. rafflesiana. W wydanym w 1975 roku „Słowniku nazw roślin obcego pochodzenia” Ludmiły Karpowiczowej podana została nazwa gatunku D. bengalensis – dyschidia bengalska.

## Znaczenie użytkowe

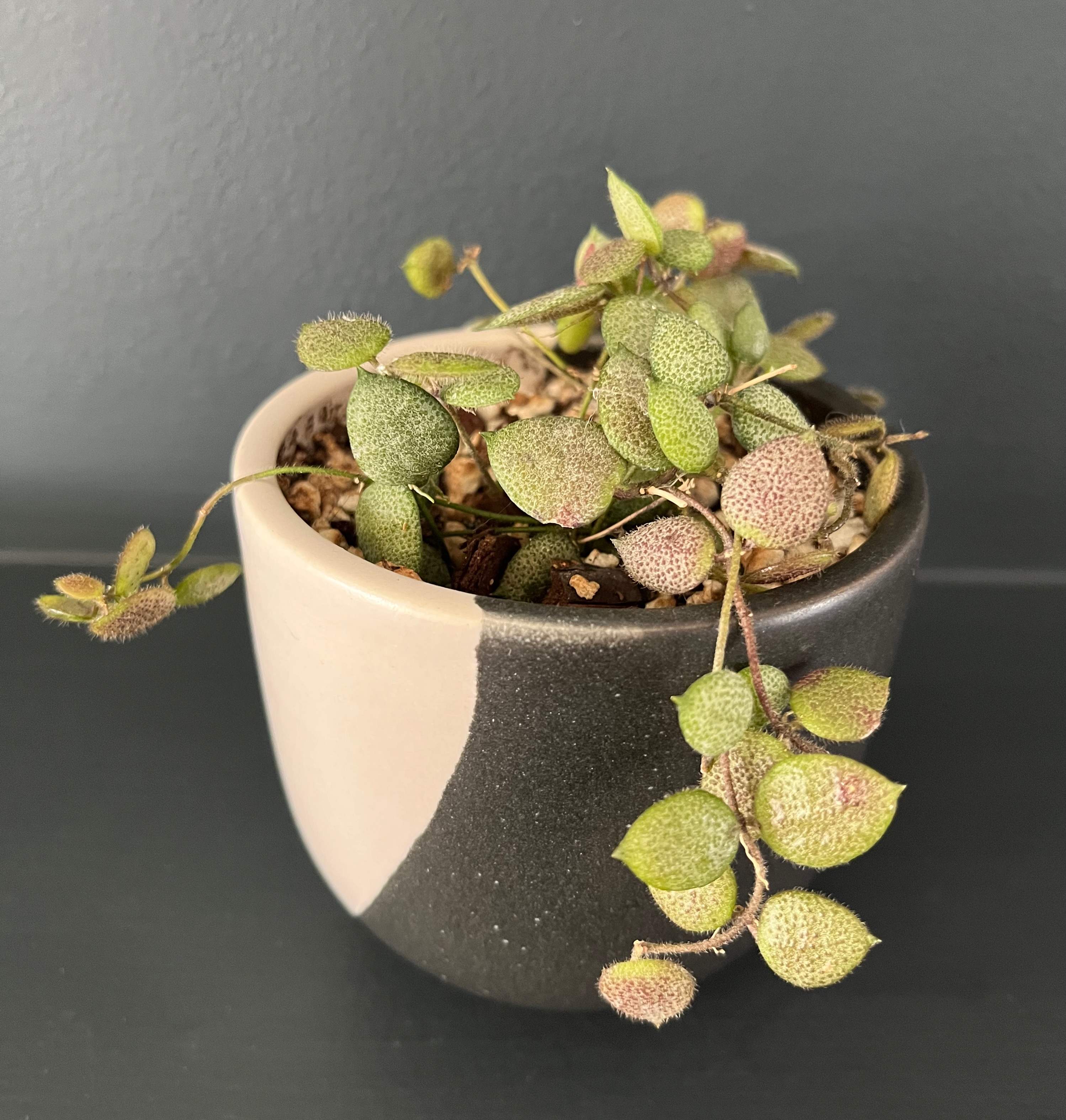
Dischidia hirsuta w uprawie doniczkowej

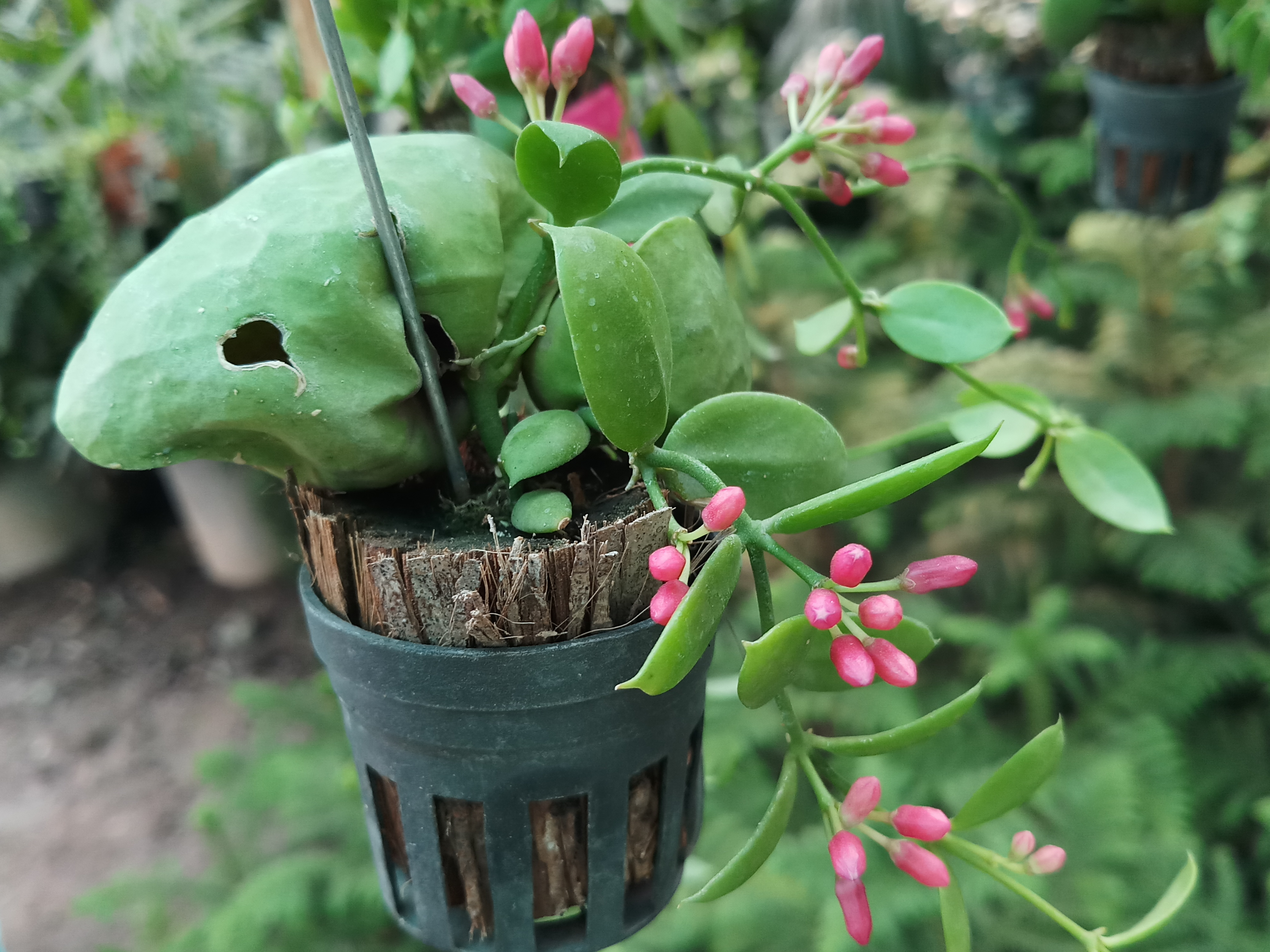
Dischidia vidalii w doniczce podwieszanej

Rośliny leczniczeW Indonezji liście Dischidia imbricata stosowane są zewnętrznie po podgrzaniu na zmiany skórne na stopach spowodowane przez rzeżączkę, a także w oparzeniach, ranach i malinicy. W Tajlandii roślina ta stosowana jest na grzybice. D. nummularia jest stosowana w celu leczenia bolesnych ran spowodowanych przez niektóre jadowite ryby; liście i mleczko są stosowane w leczeniu wrzodów. W Malezji korzenie D. major są żute z areka katechu (betel), aby złagodzić kaszel. W Wietnamie napar z D. acuminata jest stosowany w leczeniu upławów i w celu wspomagania oddawania moczu. Podobnie roślina ta wykorzystywana jest w Laosie i Kambodży. Na Filipinach liście D. platyphylla są stosowane w celu przeciwdziałania rozpadowi gnilnemu, a okład z D. purpurea jest stosowany w leczeniu wyprysków i zakażeniach opryszczkowych. Pasta z D. vidalii jest mieszana z solą w celu leczenia wola. W Tajlandii D. bengalensis stosowana jest do leczenia grzybicy woszczynowej, natomiast na Andamanach i Nikobarach do leczenia astmy, bólów uszu i złamań kości. Podobnie wykorzystywany jest tam gatunek D major.
W tradycyjnej medycynie chińskiej napary z suszonych całych roślin z gatunku D. chinensis stosuje się  w przypadku gruźlicy, zapalenia oskrzeli, krztuśca, krwioplucia, czerwonki, niedożywienia niemowląt, a także w leczeniu zewnętrznych urazów spowodowanych uderzeniami i upadkami, czyraków, ran i ukąszeń jadowitych węży.
Rośliny ozdobneWiele gatunków dischidii oraz ich kultywarów uprawianych jest jako rośliny ozdobne, w szczególności rośliny pokojowe.
Do najłatwiejszych w uprawie należą:
- Dischidia sp. 'Geri' – najczęściej spotykany w uprawie, bardzo wytrzymały kultywar o okrągłych liściach przypominających monety. Odmiana ta lubi wilgoć i lepiej znosi nadmierne podlewanie niż gatunki. Rośnie bardzo dobrze na niebezpośrednio nasłonecznionym stanowisku.
- Dischidia ruscifolia – gatunek o pokroju bardziej krzewiastym, nie pnący się, znoszący bezpośrednie nasłonecznienie.
- Dischidia luzonica – jeden z najlepszych gatunków dla początkujących, bardzo wytrzymały, kwitnie wcześnie i długo oraz bardzo szybko rośnie. Najlepiej uprawiać go w dobrze przepuszczalnym podłożu i oszczędnie nawozić.

Gatunkami średnio trudnymi w uprawie są:
- Dischidia truncata – mniejszy, pnący gatunek, o szerokolancetowatych liściach i kwiatach wyrastających w grupach na około 2,5-centymetrowych szypułkach, rurkowatych, białych, z różowymi lub fioletowymi końcówkami. Najlepiej radzi sobie na stanowisku zacienionym, w uprawie doniczkowej.
- Dischidia nummularia oraz jego kultywary – o kwiatach z pierścieniem włosków u gardzieli rurki okwiatu, tolerancyjne na wysoki poziom nasłonecznienia. Podłoże wymaga całkowitego przeschnięcia przed ponownym podlaniem.
- Dischidia merrilii – gatunek płożący, o lancetowatych, gładkich, cienkich i twardych liściach i siwofioletowych, rurkowatych kwiatach. Potrzebuje bardzo wysokiej wilgotności i jasnego stanowiska, ale nie bezpośredniego nasłonecznienia.

Gatunkami uznawanymi za wymagające w uprawie są: 
- Dischidia scortechinii – o lancetowatych, delikatnych liściach oraz białych, rurkowatych kwiatach; bardzo wrażliwy, wymaga jasnego, ale zacienionego stanowiska, wysokiej wilgotności i temperatury nie przekraczającej 27°C.
- Dischidia astephana – gatunek o liściach muszlowatych i czerwono-niebieskich kwiatach o kształcie cebuli. Lubi jasne stanowisko, wysoką wilgotność i niskie temperatury. Zbyt silne  nawożenie powoduje powstanie wątłych, słabych liści, podatnych na gnicie.
- Dischidia dolichantha – o liściach podobnych do D. scortechinii, ale znacznie mniejszych.

Rośliny z tego rodzaju nadają się do uprawy pokojowej w doniczkach podwieszanych, w podłożu dla storczyków lub kawałkach łupin kokosa. Ponieważ rośliny te są epifitami, zamiast podlewania zaleca się dostarczać im wodę przez spryskiwanie liści. Opięty w uprawie pokojowej w przypadku niewystarczającej wentylacji mają tendencję do chorowania na choroby grzybowe wywoływane przez pleśnie.